# Ržani Do
Ržani Do (cyr. Ржани До) – wieś w Czarnogórze, w gminie Cetynia. W 2003 roku liczyła 3 mieszkańców.